# Башкирська АЕС
Башкирська атомна електростанція (рос. Башкирская АЭС) — недобудована атомна електростанція в Росії. Розташована поблизу міста Агідель у Башкортостані, неподалік від Нефтекамська. Будівництво було перервано під тиском громадськості внаслідок аварії на Чорнобильській АЕС у 1990 році. Електростанція мала стати однією з найбільших у Радянському Союзі, проект передбачав загальну потужність до 6000 МВт. Передбачалося, що вона матиме ті ж блоки, що й Темелін.
Для охолодження реакторів почали будувати озеро, схоже на те, що є, наприклад на Курській атомній електростанції.

## Історія та технічна інформація

### Витоки
Вперше про будівництво атомної електростанції в Башкортостані задумалися в кінці 1960-х років. Оскільки в майбутньому в європейській частині Радянського Союзу міг виникнути дефіцит електроенергії, оскільки звичайні джерела для теплових електростанцій були обмежені та надто дорогі для імпорту з Сибіру, необхідно було забезпечити ці потужності, і атомна енергетика виявилася, зокрема, перспективним джерелом. Розташування атомної електростанції було надзвичайно суворим, оскільки місце розташування мало відповідати багатьом вимогам, таким як достатня кількість технічної води, стабільна та сейсмічна спокійна зона. Крім того, необхідно було побудувати місто-супутник електростанції для будівельників, а згодом і працівників об’єкту.
Проект атомної електростанції розроблено відповідно до постанови ЦК КПРС і Ради Міністрів СРСР від 26 червня 1980 р. 540-176. Проектна потужність електростанції становила 4000 МВт з можливістю розширення до 6000 МВт.  Це стандартизований уніфікований проект атомної електростанції з реакторами ВВЕР-1000/320. Цей же проект використовувався на Темелінській АЕС, Хмельницькій та інших електростанціях. Передбачалося, що блоки будуть запускатися один за одним, як це прийнято в цьому проекті.
Після забезпечення фінансування перші будівельні роботи на об’єкті почалися вже у 1980 році. Далі почалося будівництво міста Агідель.

### Будівництво
Будівництво першого енергоблоку було розпочато 1 січня 1983 року. Це чотириконтурний водоводяний реактор ВВЕР-1000/320. Валова потужність блоку мала досягти 1000 МВт, чиста – 950 МВт. Спочатку передбачалося, що він буде введений в експлуатацію в 1990 році.
Другий енергоблок почали будувати 1 грудня 1983 року. Потужність, концепція і тип реактора залишилися колишніми. Графік будівництва передбачав введення в експлуатацію в 1990 році.
Було заплановано ще 2 блоки, а потім ще 2, але для них немає графіка, оскільки будівництво так і не відбулося.
У 1986 році жителі довколишніх міст і сіл почали бунтувати проти будівництва електростанції внаслідок аварії на ЧАЕС, акції протесту пройшли в Нефтекамську. Так тривало до 1990 року. У вересні 1990 року будівництво Башкирської АЕС було припинено на підставі постанови Верховної Ради Башкирської АРСР, ініційованого Державним комітетом охорони природи СРСР, який повідомляв Раду Міністрів СРСР у листі від 14 грудня 1990 р. про неможливість реалізації «проекту, розробленого на основі застарілих документів і без урахування результатів експертизи впливу на навколишнє середовище». До цього часу на будівництво промислових, соціально-культурних об'єктів було витрачено приблизно 800 мільйонів доларів. Будівництво електростанції було офіційно скасовано 1 грудня 1993 року.

### У планах відновити будівництво
У 1998 році Державні збори АР Башкортостан зняли заборону на будівництво атомних електростанцій у Башкортостані. У 2001 році між Росенергоатомом і керівництвом республіки була досягнута домовленість про відновлення будівництва. У квітні 2001 року був виданий наказ міністра атомної енергетики Російської Федерації про організацію робіт з будівництва атомної електростанції в Башкортостані. У 2002 році Мінатом і керівництво Башкортостану підписали угоду про взаємне співробітництво та намір побудувати атомну електростанцію. У тому ж році Башкортостан був включений в російську програму будівництва атомних електростанцій. На початку 21-го століття очікувалося, що станція буде оснащена двома реакторами ВВЕР-1000/320 і двома реакторами ВВЕР-1500, що зробить її найбільшою атомною електростанцією в Росії на той час. Проте будівництво так і не розпочали з економічних причин, хоча на це вже були виділені кошти з державного бюджету.
Будівництво двох блоків ВВЕР-ТОІ валовою потужністю 1255 МВт кожен тепер планується після 2035 року після завершення заміни застарілих АЕС на реакторах РБМК.

## Інформація про реактори
| Реактор        | Тип реактора  | Продуктивність | Продуктивність | Початок будівництва | Підключення до мережі                                  | Введення в експлуатацію                                | Закриття |
| Реактор        | Тип реактора  | Нетто          | Брутто         | Початок будівництва | Підключення до мережі                                  | Введення в експлуатацію                                | Закриття |
| -------------- | ------------- | -------------- | -------------- | ------------------- | ------------------------------------------------------ | ------------------------------------------------------ | -------- |
| Башкортостан-1 | ВВЕР-1000/320 | 950 МВт        | 1000 МВт       | 1. 1. 1983          | Будівництво скасовано 1 грудня 1993 року               | Будівництво скасовано 1 грудня 1993 року               |          |
| Башкортостан-2 | ВВЕР-1000/320 | 950 МВт        | 1000 МВт       | 1. 12. 1983         | Будівництво скасовано 1 грудня 1993 року               | Будівництво скасовано 1 грудня 1993 року               |          |
| Башкортостан-3 | ВВЕР-1000/320 | 950 МВт        | 1000 МВт       |                     | Підготовку до будівництва скасовано 1 грудня 1993 року | Підготовку до будівництва скасовано 1 грудня 1993 року |          |
| Башкортостан-4 | ВВЕР-1000/320 | 950 МВт        | 1000 МВт       |                     | Підготовку до будівництва скасовано 1 грудня 1993 року | Підготовку до будівництва скасовано 1 грудня 1993 року |          |
| Башкортостан-5 | ВВЕР-1000/320 | 950 МВт        | 1000 МВт       |                     | Планування скасовано 1. 12. 1993                       | Планування скасовано 1. 12. 1993                       |          |
| Башкортостан-6 | ВВЕР-1000/320 | 950 МВт        | 1000 МВт       |                     | Планування скасовано 1. 12. 1993                       | Планування скасовано 1. 12. 1993                       |          |